# Révision des prix
Pour les articles homonymes, voir Révision.
Révision et actualisation des prix sont des méthodes comptables destinées à compenser les conséquences de la variation des prix des matières premières dans les contrats. C'est-à-dire, généralement la diminution de la marge bénéficiaire par l'inflation. 
En France, pour les marchés publics, ces deux méthodes sont exclusives l’une de l’autre .

## La révision comptable
La révision est effectuée chaque mois au moyen d’un coefficient du type

{\displaystyle c=0,125+0,875\cdot {}{\frac {\mbox{In}}{\mbox{Io}}}}
Io est la valeur de l’index de révision à la date d’établissement des prix et In la valeur de l’index pour le mois considéré. Il existe de nombreux index correspondant à la nature des diverses prestations. Ils intègrent l’évolution des coûts salariaux ainsi que les coûts de matières premières et de l’énergie. Ils sont calculés par les services gouvernementaux (l’Insee par exemple) ou des organisations professionnelles.
La marge de neutralisation de 12,5 % (valeur minimum pour les marchés publics) est destinée à éviter que l’application des mécanismes de révision ne viennent accentuer l’inflation.

## L'actualisation comptable
L’actualisation au contraire est effectuée une seule fois, en début de contrat, au moyen d’un coefficient du type

{\displaystyle c={\frac {\mbox{In-3}}{\mbox{Io}}}}

In-3 est la valeur de l’index trois mois avant le démarrage (ce décalage a le même rôle que la marge de neutralisation évoquée plus haut).
Il existe enfin une troisième méthode, l’ajustement qui est appliqué à des intervalles plus importants (lors d’un renouvellement annuel par exemple). Cette méthode est souvent utilisée pour les marchés à bons de commande de longue durée car elle permet de s’affranchir des calculs fastidieux de la révision et évite d’attendre plusieurs mois la parution des index.